# Baloghiella granulata
Baloghiella granulata är en kvalsterart som beskrevs av Bayartogtokh och Akrami 2000. Baloghiella granulata ingår i släktet Baloghiella och familjen Haplozetidae. Inga underarter finns listade.